# Rubiclina
La rubiclina és un mineral de la classe dels silicats, que pertany al grup del feldespat. El seu nom reflecteix els seus atributs composicionals i estructurals com a anàleg de rubidi de la microclina.

## Característiques
La rubiclina és un silicat de fórmula química Rb(AlSi₃O₈). Cristal·litza en el sistema triclínic.
Segons la classificació de Nickel-Strunz, la rubiclina pertany a «09.FA - Tectosilicats sense H₂O zeolítica, sense anions addicionals no tetraèdrics» juntament amb els següents minerals: kaliofil·lita, kalsilita, nefelina, panunzita, trikalsilita, yoshiokaïta, megakalsilita, malinkoïta, virgilita, lisitsynita, adulària, anortoclasa, buddingtonita, celsiana, hialofana, microclina, ortosa, sanidina, monalbita, albita, andesina, anortita, bytownita, labradorita, oligoclasa, reedmergnerita, paracelsiana, svyatoslavita, kumdykolita, slawsonita, lisetita, banalsita, stronalsita, danburita, maleevita, pekovita, lingunita i kokchetavita.

## Formació i jaciments
Va ser descoberta a San Piero in Campo, a Campo nell'Elba, a l'illa d'Elba (Província de Livorno, Toscana, Itàlia). També ha estat descrita a Manitoba i Ontario (Canadà), a Luolamäki (Finlàndia), a Múrmansk (Rússia) i a Skellefteå (Suècia).